# Johny Hendricks
Johny Harvey Hendricks (ur. 12 września 1983 w Adzie) – amerykański zawodnik mieszanych sztuk walki. Były zawodnik Ultimate Fighting Championship w której był mistrzem w wadze półśredniej (do 77 kg).

## Kariera MMA

### Wczesna kariera
Swoją przygodę z MMA zaczął w 2007 roku. Na gali Battle of the Cage 16 pokonał przez nokaut Victora Rackliffa. Jego kolejnym przeciwnikiem był Spencer Cowley, którego również znokautował na gali Shark Fight Night. Swoją pierwszą walkę transmitowaną w telewizji stoczył na gali Xtreme Fighting League 1, gdzie wygrał z Richardem Gamble’em, poddając go w pierwszej rundzie. Dwie następne walki stoczył w organizacji World Extreme Cagefighting, gdzie pokonał kolejno Justina Haskinsa na gali WEC 37 przez TKO oraz Alexa Serdyukova na WEC 39 przez jednogłośną decyzję.

### Ultimate Fighting Championship
Po tym jak WEC zlikwidowało swoją kategorię półśrednią, Hendricks podpisał kontrakt z UFC. Swój debiut zaliczył 8 sierpnia 2009 na UFC 101, gdzie przez TKO pokonał Amira Sadollaha. Następnie 12 grudnia 2009 na UFC 107 pokonał przez jednogłośną decyzję Ricardo Funcha. Później pokonał na UFC 113 T.J. Granta oraz na UFC 117 Charliego Brennemana. 4 grudnia 2010 na gali The Ultimate Fighter 12 Finale poniósł swoją pierwszą zawodową porażkę, przegrywając z Rickiem Story przez jednogłośną decyzję. Jednak potem wygrał sześć walk z rzędu, czterokrotnie zgarniając bonusy finansowe (trzy za nokaut wieczoru, jeden za walkę wieczoru). Pokonywał po kolei: TJ Waldburgera na UFC Fight Night: Nogueira vs. Davis przez TKO, Mike’a Pierce’a na UFC 133 przez niejednogłośną decyzję, Jona Fitcha na UFC 141 przez nokaut, Josha Koschecka na UFC on Fox: Diaz vs. Miller przez niejednogłośną decyzję, Martina Kampmanna na UFC 154 przez nokaut oraz 16 marca 2013 na UFC 158 Carlosa Condita przez jednogłośną decyzję, zapewniając sobie po tej ostatniej walce, starcie o pas mistrzowski wagi półśredniej. Walka ta odbyła się 16 listopada 2013 na UFC 167. Hendricks stoczył z mistrzem, Georges’em St-Pierre’em, pięciorundowy bój po którym sędziowie punktowi orzekli niejednogłośne zwycięstwo na korzyść St-Pierre’a. Niedługo później Georges St-Pierre ogłosił odejście na pewien czas z MMA, w związku z czym zwakował swój tytuł wagi półśredniej. Ogłoszono, że o miano nowego mistrza zmierzą się Johny Hendricks oraz Robbie Lawler. Walka odbyła się 15 marca 2014 na UFC 171. Hendricks zwyciężył przez jednogłośną decyzję i został nowym mistrzem UFC w wadze półśredniej.
Tytuł stracił 6 grudnia 2014 w pierwszej obronie pasa, przegrywając w rewanżowym starciu z Lawlerem na punkty.

## Osiągnięcia[6]

### Mieszane sztuki walki
- 2014: mistrz UFC w wadze półśredniej

### Zapasy
- National Collegiate Athletic Association:
  - 2004–2007: NCAA Division I All-American
  - 2004: 5. miejsce w kat. 71,2 kg
  - 2005: 1. miejsce w kat. 74,8 kg
  - 2006: 1. miejsce w kat. 74,8 kg
  - 2007: 2. miejsce w kat. 74,8 kg
  - 2005–2007: Big 12 Conference – 1. miejsce

- USA Junior Freestyle Championship:
  - 2001: 1. miejsce w kat. 74,8 kg
  - 2002: 1. miejsce w kat. 74,8 kg

## Lista walk MMA
| Wynik     | Bilans | Przeciwnik        | Rozstrzygnięcie                           | Runda | Czas | Gala                                    | Data              | Miejsce         | Uwagi                                                                                      |
| --------- | ------ | ----------------- | ----------------------------------------- | ----- | ---- | --------------------------------------- | ----------------- | --------------- | ------------------------------------------------------------------------------------------ |
| Przegrana | 18-8   | Paulo Costa       | TKO (ciosy pięściami)                     | 2     | 1:23 | UFC 217                                 | 4 listopada 2017  | Nowy Jork       |                                                                                            |
| Przegrana | 18-7   | Tim Boetsch       | TKO (wysokie kopnięcie i ciosy pięściami) | 2     | 0:46 | UFC Fight Night: Cheisa vs Lee          | 25 czerwca 2017   | Oklahoma City   | Walka w limicie umownym do 85,3 kg. Hendricks nie wykonał wagi                             |
| Wygrana   | 18-6   | Hector Lombard    | Decyzja (jednogłośna)                     | 3     | 5:00 | UFC Fight Night: Lewis vs Browne        | 30 grudnia 2016   | Halifax         | Debiut w wadze średniej                                                                    |
| Przegrana | 17–6   | Neil Magny        | Decyzja (jednogłośna)                     | 3     | 5:00 | UFC 207                                 | 30 grudnia 2016   | Las Vegas       | Walka w limicie umownym do 78,7 kg. Hendricks nie wykonał wagi                             |
| Przegrana | 17–5   | Kelvin Gastelum   | Decyzja (jednogłośna)                     | 3     | 5:00 | UFC 200                                 | 9 lipca 2016      | Las Vegas       | Walka w limicie umownym do 77,7 kg. Hendricks nie wykonał wagi                             |
| Przegrana | 17–4   | Stephen Thompson  | TKO (ciosy pięściami)                     | 1     | 3:31 | UFC Fight Night: Hendricks vs. Thompson | 6 lutego 2016     | Las Vegas       |                                                                                            |
| Wygrana   | 17–3   | Matt Brown        | Decyzja (jednogłośna)                     | 3     | 5:00 | UFC 185                                 | 14 marca 2015     | Dallas          |                                                                                            |
| Przegrana | 16–3   | Robbie Lawler     | Decyzja (niejednogłośna)                  | 5     | 5:00 | UFC 181                                 | 6 grudnia 2014    | Las Vegas       | Stracił mistrzostwo UFC w wadze półśredniej                                                |
| Wygrana   | 16–2   | Robbie Lawler     | Decyzja (jednogłośna)                     | 5     | 5:00 | UFC 171                                 | 15 marca 2014     | Dallas          | Zdobył wakujące mistrzostwo UFC w wadze półśredniej. Bonus walkę wieczoru. Walka roku 2014 |
| Przegrana | 15-2   | Georges St-Pierre | Decyzja (niejednogłośna)                  | 5     | 5:00 | UFC 167                                 | 16 listopada 2013 | Las Vegas       | Walka o mistrzostwo UFC w wadze półśredniej. Bonus za walkę wieczoru                       |
| Wygrana   | 15–1   | Carlos Condit     | Decyzja (jednogłośna)                     | 3     | 5:00 | UFC 158                                 | 16 marca 2013     | Montreal        | Eliminator do walki o mistrzostwo UFC w wadze półśredniej. Bonus za walkę wieczoru         |
| Wygrana   | 14–1   | Martin Kampmann   | KO (ciosy pięściami)                      | 1     | 0:46 | UFC 154                                 | 17 listopada 2012 | Montreal        | Bonus za nokaut wieczoru                                                                   |
| Wygrana   | 13–1   | Josh Koscheck     | Decyzja (niejednogłośna)                  | 3     | 5:00 | UFC on Fox: Diaz vs. Miller             | 5 maja 2012       | East Rutherford |                                                                                            |
| Wygrana   | 12–1   | Jon Fitch         | KO (ciosy pięściami)                      | 1     | 0:12 | UFC 141                                 | 30 grudnia 2011   | Las Vegas       | Bonus za nokaut wieczoru                                                                   |
| Wygrana   | 11–1   | Mike Pierce       | Decyzja (niejednogłośna)                  | 3     | 5:00 | UFC 133                                 | 6 sierpnia 2011   | Filadelfia      |                                                                                            |
| Wygrana   | 10–1   | TJ Waldburger     | TKO (ciosy pięściami)                     | 1     | 1:35 | UFC Fight Night: Nogueira vs. Davis     | 26 marca 2011     | Seattle         | Bonus za nokaut wieczoru                                                                   |
| Przegrana | 9–1    | Rick Story        | Decyzja (jednogłośna)                     | 3     | 5:00 | The Ultimate Fighter 12 Finale          | 4 grudnia 2010    | Las Vegas       |                                                                                            |
| Wygrana   | 9–0    | Charlie Brenneman | TKO (ciosy pięściami)                     | 2     | 0:40 | UFC 117                                 | 7 sierpnia 2010   | Oakland         |                                                                                            |
| Wygrana   | 8–0    | T.J. Grant        | Decyzja (niejednogłośna)                  | 3     | 5:00 | UFC 113                                 | 8 maja 2010       | Montreal        |                                                                                            |
| Wygrana   | 7–0    | Ricardo Funch     | Decyzja (jednogłośna)                     | 3     | 5:00 | UFC 107                                 | 12 grudnia 2009   | Memphis         |                                                                                            |
| Wygrana   | 6–0    | Amir Sadollah     | TKO (ciosy pięściami)                     | 1     | 0:29 | UFC 101                                 | 8 sierpnia 2009   | Filadelfia      |                                                                                            |
| Wygrana   | 5–0    | Alex Serdyukov    | Decyzja (jednogłośna)                     | 3     | 5:00 | WEC 39                                  | 1 marca 2009      | Corpus Christi  | Bonus za walkę wieczoru                                                                    |
| Wygrana   | 4–0    | Justin Haskins    | TKO (ciosy pięściami)                     | 2     | 0:43 | WEC 37                                  | 3 grudnia 2008    | Las Vegas       |                                                                                            |
| Wygrana   | 3–0    | Richard Gamble    | Poddanie (duszenie)                       | 1     | 1:45 | Xtreme Fighting League 1                | 15 marca 2008     | Tulsa           |                                                                                            |
| Wygrana   | 2–0    | Spencer Cowley    | KO (ciosy pięściami)                      | 2     | 0:35 | Shark Fight Night                       | 16 listopada 2007 | Tulsa           |                                                                                            |
| Wygrana   | 1–0    | Victor Rackliff   | KO (ciosy pięściami)                      | 3     | 1:54 | Battle of the Cage 16                   | 28 września 2007  | Oklahoma City   | Debiut w MMA                                                                               |